# Honda CBF 1000

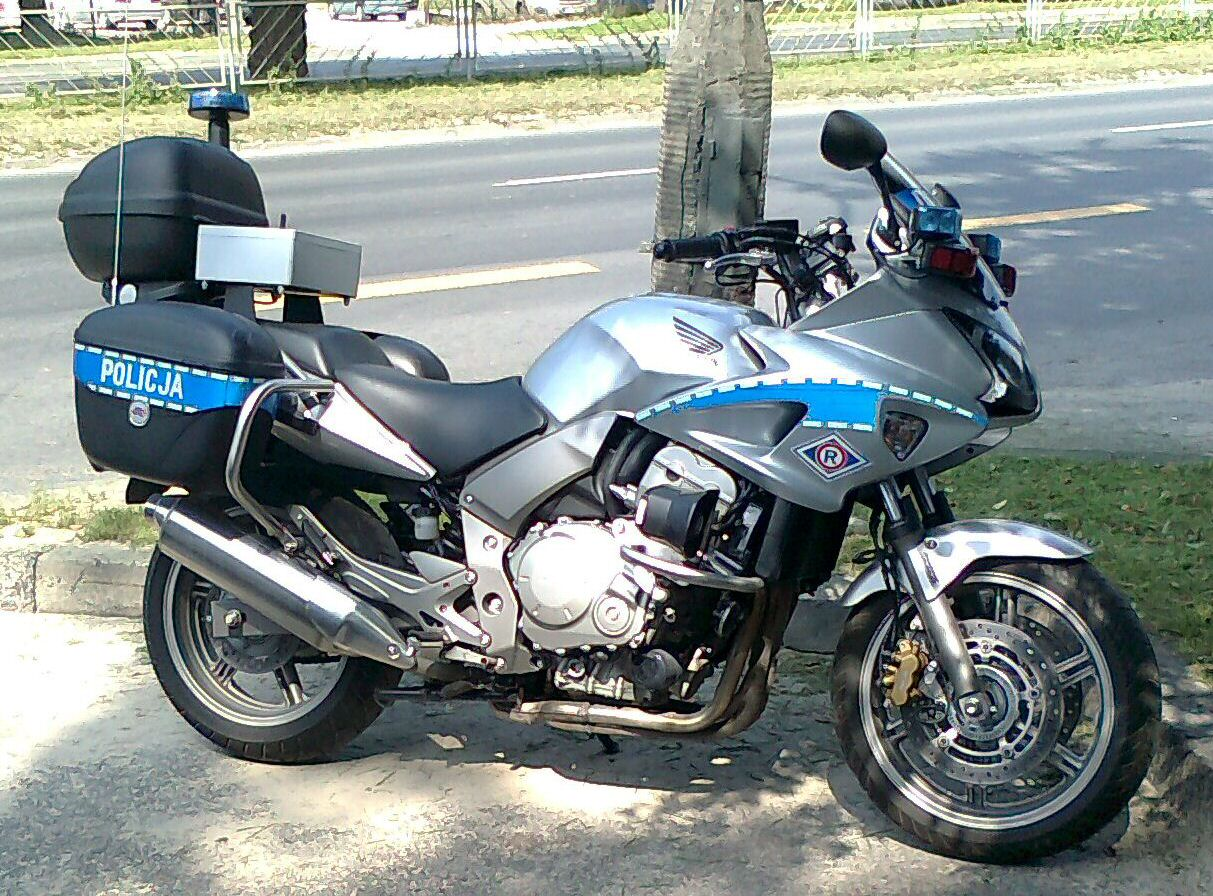
Honda CBF1000 polskiej Policji

Honda CBF 1000 – japoński motocykl sportowo-turystyczny produkowany przez firmę Honda od 2006 do 2018 roku.
W 2010 roku obok podstawowej wersji CBF 1000 rozpoczęto produkcję zmodernizowanego modelu CBF 1000F z mocniejszym o 9 KM silnikiem, bardziej rozbudowaną owiewką i nową deską rozdzielczą z wyświetlaczami ciekłokrystalicznymi. Od 2011 roku produkowana jest tylko zmodernizowana wersja, już bez wyróżnika "F" w nazwie.
Motocykl obecnie (2013) znajduje się nadal w ofercie Hondy.

## Dane techniczne / osiągi
- Silnik: R4
- Pojemność silnika: 998 cm³
- Moc maksymalna: 98 KM/7700 obr./min
- Maksymalny moment obrotowy: 96 Nm/6400 obr./min
- Prędkość maksymalna: 228 km/h
- Przyspieszenie 0-100 km/h: 3,7s